# Nangy
Nangy – miejscowość i gmina we Francji, w regionie Owernia-Rodan-Alpy, w departamencie Górna Sabaudia.
Według danych na rok 1990 gminę zamieszkiwały 774 osoby, a gęstość zaludnienia wynosiła 178 osób/km² (wśród 2880 gmin regionu Rodan-Alpy Nangy plasuje się na 925. miejscu pod względem liczby ludności, natomiast pod względem powierzchni na miejscu 1565.).